# 長谷川章
長谷川章（はせがわ あきら、1900年（明治33年）1月6日 - 1987年（昭和62年）8月13日）は、大正、昭和時代の囲碁棋士。東京生まれ、長野敬次郎門下、方円社、日本棋院に所属、名誉八段。首相杯争奪高段者トーナメント優勝、本因坊戦リーグ4期など。目外しを得意とし、軽く足早な棋風。トーチカ戦法やナダレ定石の考案者としても知られる。1975年から1978年まで日本棋院理事長を務めた後、日本棋院顧問。

## 経歴
東京麹町に生まれる。旅館を経営していた父が13歳の時に死去し、伊藤源次郎四段に内弟子として入門。1年後に15歳で方円社の長野敬次郎に入門する。1917年（大正6年）入段。1920年二段の時、若手棋士の研究会六華会に参加．また家の近かった本因坊秀哉には指導碁の他、麻雀の相手などで親しくした。その後三段。後に六華会にいた宍倉佳子と結婚。1924年の碁界大合同で日本棋院に所属、1925年四段。棋正社との院社対抗戦に出場し、雁金準一に勝って（二子）1人抜き。1931年（昭和6年）四段の時に大手合甲組優勝、次の大手合で五段昇段。1939年報知新聞社5人抜き戦で5人抜き達成（藤沢庫之助、木谷實、関山利一、村島誼紀、岩本薫）。1941年六段。1944年七段。
戦争で伊東に疎開したが、戦後は1946年の大手合から参加、同年の日本棋院新体制で理事に就任し、岩本薫、村島誼紀らと日本棋院の再建、新開館建設に尽力し、長谷川の後援会長だった津島寿一が日本棋院理事長となった。1949年に第5期本因坊戦の六・七段級予選を勝抜いて挑戦者決定リーグ入りし、4勝2敗で橋本宇太郎に次ぐ2位となる。続く第6期の挑戦者決定リーグでも、3勝2敗で木谷実、坂田栄男と同率決戦となったが、坂田に敗れた。本因坊戦リーグは第7、10期にも参加。1953年の最高位決定戦では最高位リーグ順位7位で参加。1959年に首相杯争奪戦優勝、高川格本因坊との記念碁にも勝利、この年は13勝4敗(.765）の好成績を挙げている。1961年に囲碁選手権戦で準決勝進出、高松宮賞受賞。
1964年に行われた浩宮徳仁親王の深曽木の儀では、日本棋院から寄贈された碁盤を東宮御所囲碁指南役として検分した。
日本棋院棋士会長、審査役会常任審査役も務め、1965年3月引退、名誉八段を贈られた。1972年に大倉賞を受賞。
1975年に名人戦の朝日新聞移管問題による有光次郎理事長辞任の後を受けて、日本棋院理事長就任。読売新聞との訴訟の中で、和解案である棋聖戦創設を実現した。1978年に理事長辞任、顧問となる。東宮御所での囲碁師範を務め、また『週刊碁』発行も発案した。
江戸っ子らしい性格で趣味はスポーツ、清元、洋楽。おしゃれな人柄は「昭和の雄蔵」とも言われ、文章では「槐堂」の号を使った。門下に中村秀仁。次女は全日本女流アマチュア囲碁選手権大会優勝者の大石久子。

### 主な棋歴
- 日本棋院対棋正社勝継手合 1927年 1-1（二子○雁金準一、先番×野沢竹朝、臨時碁 先番×雁金準一
- 大手合優勝 1931年前期甲組、1941年後期甲組
- 呉清源対講談社総当り十番碁 1949年 ×呉清源
- 呉清源対七、八段棋戦 1950年 ×呉清源
- 首相杯争奪高段者トーナメント優勝 1959年
- 囲碁選手権戦高松宮賞 1962年
- 本因坊リーグ4期（1949-1951、1954年）

### 受賞等
- 1973年 大倉賞、勲四等旭日小綬章

## 棋風、手法
自身は「明るい碁風」「しのぐのが得意」と言い、目外しを得意としていた。新布石には同調しなかったが、その影響下一間ジマリの勢力を働かせようという工夫で、「目外しをよく打っているうちにトーチカを考え出した」。目外しから3手かけて隅を固める構えで、1隅に3手かけるのは布石に遅れる可能性もあるが、田中不二男との大手合では2隅にトーチカを打って優勢となり快勝した。
1938年（昭和13年）11月9-10日 秋期大手合 先相先田中不二男 - 先番長谷川章 245手黒9目勝

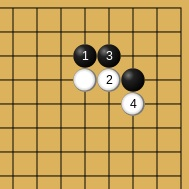
ナダレ定石

またアマチュアの発想を元に、小目の一間ガカリからのナダレ定石を研究し、実戦で採用した。

## 著作
- 『碁の打ち方』要書房 1953年
- 『囲碁近代戦法（「1 一間トビ定石」、「2 近代定石」）』日本棋院 1953-54年
- 『筋と形』東京創元社 1956年
- 『星の威力』日本棋院 1964年
- 『定石新戦法』誠文堂新光社 1964年
- 『長谷川詰碁120題』金園社 1967年
- 『妖刀という名の定石』日本棋院 1972年
- 『置石の生かし方』日本棋院 1975年